# Desmeocraera kiriakoffi
Desmeocraera kiriakoffi är en fjärilsart som beskrevs av Paul Thiaucourt 1977. Desmeocraera kiriakoffi ingår i släktet Desmeocraera och familjen tandspinnare. Inga underarter finns listade i Catalogue of Life.